# Индийский сип
Индийский сип (лат. Gyps indicus) — вид хищных птиц рода грифы.
Обитает на западе Индии и юго-востоке Пакистана. Ранее в состав этого вида включали также популяции на востоке Индии и в странах Индокитая, которые были выделены в отдельный вид Gyps tenuirostris.
Вес птицы 5,5—6,3 кг, длина 80—100 см, размах крыльев 205—229 см.
В настоящее время в Красной книге МСОП состояние вида оценивается как критическое, хотя еще в начале 1990-х это была обычная, широко распространённая птица. Основной причиной снижения численности индийского сипа, как и других видов грифов Индии, называют негативное действие препарата диклофенак, который начали широко использовать для домашних животных.